# Тиницька загальноосвітня школа
Тиницька загальноосвітня школа І-ІІ ступенів (Бахмацький район) — україномовний навчальний заклад І-III ступенів акредитації у селі Тиниця Бахмацького району Чернігівської області.

## Історія

### Імперські часи
У 1874 році в селі відкрита перша земська школа, перший випуск - 1876 року (16 хлопців). На випускних іспитах, крім учителя, були присутні поміщик та інспектор народної освіти міста Конотоп. До радянської окупації Тиницька школа носила ім'я Павла Ґалаґана.
Перший директор школи - Іван Федорович Науменко, другий — Єгор Пилипович Савенко..

### УНР і радянська окупація
З осені 1917 року навчати в школі почали рідною мовою. На той час був лише одна шкільна будівля на чотири класні кімнати, збудована коштом сільської громади та шляхтянки Олени Кочубей-Майорової. Ця будівля проіснувала до 1942 року (фотографія школи зберігається у Петра Крапивного, який навчався у ній у 20-х роках ХХ ст.).
Після Голодомору в селі не могли набрати дітей на 10-річку. До 1939-го діяла 7-річка.  Діти старших класів до того навчалися в Бахмачі, Конотопі. Перед Другою світовою війною в Тиницькій школі навчалося 670 учнів. Навчання проводилось у дві зміни.
1937 року органи НКВД СССР убили трьох відповідальних працівників Тиницької школи: директора та двох учителів. Після убивства директора Йосипа Пелеха новим директором школи призначили якогось Каїку.
До втечі сталінської влади із Тиниці 1941 року вчителями також працювали: Малошенко (математика), Горовський (історія), Радванська (укр. мова), Бухміллер (іноз. мова), Горбач А. С. (математик), Косач Олександр Степанович (біолог), Вовк О. Д. (біолог), Ясько Н. К. (історик), Окунівський (мовник), Каспірович (військ. підг.).
1941 випущено 26 учнів, а також був випуск і з 9-го класу. Багатьох насильно мобілізували до сталінського війська: Вовк М. Г., Гриценко І. М., Драло М. Я., Боклаг Петро, Забіяка Олександр, Збарацький П. І., Крапивний Андрій Іванович, Крапивний Гаврило Семенович, Крапивний М. Ф., Крапивний Іван Андрійович, Кирута М. С., Савченко П. Ю., Шевченко М. Т., (10 клас) Горбач В. А., Гриценко І. П., Риженко П. Гр., Крапивний М. Я, Стрілець І. Ф., Захлюпаний А. П., Терехов Павлло Петрович, Стеценко Олександра Захарівна.
Працювали медсестрами в польових шпиталях армії СССР випускники 1941 року: Потупко Марія Павлівна, Цепух Федора П., Михайлова Марія А., Стеценко О. З., Гриценко Анастасія Григорівна, Крапивна Марія Іванівна, Козир М. Т., Колодій Меланія Петрівна, Рябченко Анастасія Хомівна. Частина випуску закінчили ВНЗ і стали вчителями (Гриценко Н. С., Крапивний Г. С., Крапивний М. Ф., Крапивний І. А.). Лупан Н. працювала головним бухгалтером в сільпо, Кирута М. С. був фахівцем з атомної енергетики (після опромінення помер), Вовк М. Г. та Гриценко І. М. стали офіцерами армії, Савченко П. Ю. захистив кандидатську дисертацію і став кандидатом мікробіологічних наук.

### Післявоєнні роки (1944-1991)
Після Другої світової війни у школі працювало більше 30 учителів. Починаючи з 1960-х років, в школі працювали вчителями: Брязкало Віра Яківна (її чоловік був завгоспом), Гайдай Олександра Андріївна, Косач Поліна Василівна, Ігнатенко Євдокія Тихонівна, Вінниченко Тетяна Василівна, Чурсінова Валентина Трохимівна, Холодовська Віра Костянтинівна, Спиця Олена Костянтинівна, Гриценко Анастасія Сергіївна, Збарацький Микола Іванович, Песляк Людмила Степанівна, Пономаренко Петро Іванович, Приходько Марія Федорівна, Пряхіна Галина Микитівна, Музиченко Іван Федорович, Гайдай Олександра Василівна, Музиченко Ніна Іванівна, Гриценко Ніна Михайлівна, Кириченко Іван Трохимович, Кириченко Євдокія Тихонівна, Струць Петро Павлович, Шевченко Н. О., сім’я Гриценків, Рудя Олександра Прохорівна, Петрич Валентина Федорівна, Пашкур Зінаїда Федорівна, Богдан В. Д., Струць Марія Іванівна, Денишенко Н. М., Сачко Галина, Крапивний Гаврило Семенович, Литвин Микола Михайлович, Січка Марія Яківна, Сінча О. М., Тютюнник Сергій Іванович, Стрикун Валентина Миколаївна, Кучер Галина Дмитрівна, Кучер Надія Петрівна, Рудь Оксана Василівна, Шевченко Катерина Данилівна, Зубко Костянтин Михайлович, Зубко Вілена Петрівна, Єрко Олександра Семенівна, Козяр Катерина Олександрівна, Дуля Любов Василівна, Сазоненко Галина Степанівна, Крапивний Іван Андрійович, Поляруш Р. С., Юрченко В. Г., Строга Ольга Володимирівна, Савченко Василь Онуфрійович, Чмир М. П., Віктрова Валентина Володимирівна, Полоцька Є., Гуртова Раїса Павлівна, Рожок Олексій Макарович, Олекса Василь Іванович, Клочок Л. П., Бугай Т., Дейнеко М. Л., Вінник Т., Воліваха О. М., Воліваха О. П., Туз Віктор Дмитрович, Кривенко Лариса Петрівна.
Директор школи Козяр М. Г. в 1960-ті роки брав активну участь у створенні колективної могили сталінських солдатів «Ніхто не забутий, ніщо не забуто». З його ініціативи був перенесений прах одного з загиблих солдат, який був похоронений на кладовищі по вул. Глинська (Ватутіна). Він також брав участь у роботах по встановленню пам’ятника російському більшовику Леніну.
З 1973 року школа випустила 69 медалістів.

## Сучасна адміністрація школи
- Піхота Володимир Миколайович - учитель захисту вітчизни
- і фізкультури.
- Кривенко Лариса Петрівна - директор школи,
- учитель історії.
- Пустова Любов Григорівна - заступник директора.
- з навчально-виховної роботи.
- Шокун Наталія Миколаївна - заступник директора.
- з виховної роботи.
- Заїка Тетяна Миколаївна - педагог-організатор.
- Щербина Інна Петрівна - практичний психолог.
- Бараненко Ніна Миколаївна - завгосп.